# Savoy Theatre
A Savoy Theatre a walesi Monmouth színháza és mozija egyben. A központban áll, a Church Street sétálóutca mentén. Az épület II*. kategóriás brit műemlék (British Listed Building). 1928-ban építették át és a hagyományok szerint Wales legrégebbi működő színháza. A nézőtér 360 férőhelyes. Egy jótékonysági egyesület üzemelteti. Egyike a monmouthi örökség tanösvény huszonnégy állomásának.

## Története
A színháznak otthont adó épület az egykori Bell Inn nevű fogadó alapjain épült fel Monmouth történelmi központjában. Az eredetileg Assembly Rooms néven ismert intézmény 1832-ben nyerte el a szórakoztatási engedélyt. 1850-ben J. F. Roger akkori tulajdonos kérésére átalakították és felvette a Theatre Royal nevet. Később a város gabonatőzsdéje lett. Rövid ideig, a 19. század végén a White Swan Hotelhez tartozott és görkorcsolya-pálya üzemelt benne. 1910-ben nyitotta meg kapuit az első monmuthi mozi, a Living Picture Palace and Rinkeries. 1912-ben átnevezték Palace-ra, majd később ismét nevet változtatott, előbb Scala lett, majd Regent.
Az épületet 1927-ben az Albany Ward színitársulat vásárolta meg, átalakíttatta. A The New Picture House-ra keresztelt mozit 1928. március 5-én nyitották meg. Itt játszották le 1930-ban az első „beszélő filmet”. Az 1960-as években a mozi bezárt. Később játékteremként (bingo) nyitotta meg ismét kapuit, majd 1983-ban ismét bezárt. Nem sokkal ezt követően laterna magica vetítéseknek adott otthont. Az 1990-es évek óta ismét moziként üzemel.

## Napjainkban
A Savoy a legrégebbi Walesben üzemelő színház.  Magántulajdonban van, a MacTaggart család üzemelteti, B.T. Davies leszármazottjai, akik Dél-Walesben és Délnyugat-Angliában egykoron tizenkilenc mozit üzemeltettek. Egy jótékonysági egyesület, a Monmouth Savoy Trust bérli, aki a helyi közösség javára üzemelteti. Az egyesületnek köszönhetően nem zárták be 2010-ben. A színház nem részesül közfinanszírozásban és évi 50 000 fontra van szükség fenntartásához.
2004-ben a nemzeti lottótársaság műemlékek felújítására létrehozott alapítványa, a Heritage Lottery Fund jelentős pénzösszeggel járult hozzá a belső dekoráció restaurálásához, a vörös bársony függöny, az aranyozott stukkózás és az üveg kandelláberek felújításához. Az épület kiváló akusztikával büszkélkedik. Esténként filmvetítéseket rendeznek, időszakosan koncerteket, színházi előadásokat is tartanak benne, valamint közösségi gyűléseket és versenyeket.

## Fordítás
- Ez a szócikk részben vagy egészben  a   Savoy Theatre, Monmouth című angol Wikipédia-szócikk ezen változatának fordításán alapul.  Az eredeti cikk szerkesztőit annak laptörténete sorolja fel. Ez a jelzés csupán a megfogalmazás eredetét és a szerzői jogokat jelzi, nem szolgál a cikkben szereplő információk forrásmegjelöléseként.